# Eperjesi Gábor
Eperjesi Gábor (Miskolc, 1994. január 12. –) magyar utánpótlás-válogatott labdarúgó, posztja hátvéd. A Diósgyőri VTK játékosa.

## Pályafutása
2022. március 20-án a  III. Kerületi TVE ellen 100. bajnoki mérkőzését játszotta a DVTK első csapatában.

## Sikerei, díjai

### Klubcsapatokkal
Diósgyőri VTK
- Ligakupa: 2013-14

 Mezőkövesdi SE
- Magyar Kupa ezüstérmes: 2020